# Basu Chatterjee

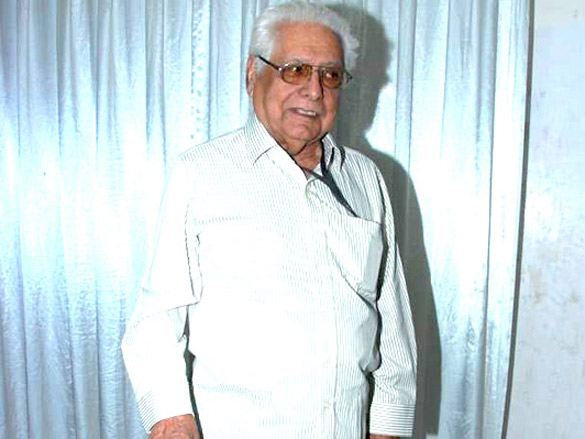
Basu Chatterjee

Basu Chatterjee (Ajmer, 10 gennaio 1927 – Mumbai, 4 giugno 2020) è stato un regista e sceneggiatore indiano.

## Filmografia parziale

### Regista e sceneggiatore
- Sara Akash (1969)
- Rajnigandha (1974)
- Us Paar (1974) - anche produttore
- Safed Jhooth (1977)
- Khatta Meetha (1978)
- Dillagi (1978)
- Tumhare Liye (1978)
- Hamari Bahu Alka (1982)
- Shaukeen (1982)
- Lakhon Ki Baat (1984) - anche produttore
- Chameli Ki Shaadi (1986)
- Kamla Ki Maut (1989)

### Regista
- Piya Ka Ghar (1971)
- Chitchor (1976)
- Chhoti Si Baat (1976)
- Swami (1977)
- Do Ladke Dono Kadke (1979)
- Manzil (1979)
- Chakravyuha (1979)
- Prem Vivah (1979)
- Ratnadeep (1979)
- Baton Baton Mein (1979) - anche produttore
- Man Pasand (1980)
- Apne Paraye (1980)
- Jeena Yahan (1981)
- Pasand Apni Apni (1983) - anche produttore
- Ek Ruka Hua Faisla (1986) - anche produttore
- Sheesha (1986)
- Gudgudee (1997)
- Hothat Brishti (1998)
- Tak Jhal Mishti (2002)
- Hochheta Ki (2008)
- Trishanku (2011)

## Premi e riconoscimenti
- National Film Awards
  - 1978: "Best Popular Film Providing Wholesome Entertainment" (Swami)
  - 1992: "Best Film on Family Welfare" (Durga)
- Filmfare Awards
  - 1972: "Best Screenplay" (Sara Akash)
  - 1975: "Critics Award for Best Movie" (Rajnigandha)
  - 1976: "Best Screenplay" (Chhoti Si Baat)
  - 1978: "Best Director" (Swami)
  - 1980: "Critics Award for Best Movie" (Jeena Yahan)
  - 1991: "Best Screenplay" (Kamla Ki Maut)
- International Indian Film Academy Awards
  - 2007: "IIFA Lifetime Achievement Award"